# Discografia de Marisa Monte
A discografia de Marisa Monte, cantora, compositora, multi-instrumentista e produtora brasileira de MPB, consiste em nove álbuns de estúdio (incluindo dois em colaboração), três ao vivo, uma compilação, um extended play e trinta e um singles (incluindo sete em colaboração). A videografia relacionada da artista é formada por oito álbuns de vídeo (incluindo dois em colaboração). O seu primeiro álbum, MM, foi gravado ao vivo e lançado em 1989. Teve apenas uma canção de trabalho, "Bem Que Se Quis", versão brasileira de uma música do italiano Pino Daniele. O trabalho vendeu mais de 700 mil exemplares e recebeu o certificado de platina dupla pela ABPD. O segundo disco da artista, primeiro de estúdio, Mais foi lançado em 1991 e contou com quatro faixas de promoção: "Beija Eu", "Eu Sei (Na Mira)", "Ainda Lembro" e "Rosa". Destacou-se a composição "Beija Eu" que ajudou o projeto a vender mais que o anterior, porém, terminou com a mesma certificação que o antecessor. Verde, Anil, Amarelo, Cor-de-Rosa e Carvão lançado em 1994, o seu segundo álbum de estúdio, gerou os singles "Segue o Seco" e "Dança da Solidão" e acabou por ser autenticado como três vezes platina pela ABPD com vendas superiores a um milhão de unidades.
O trabalho seguinte, Barulhinho Bom - Uma Viagem Musical de 1996, foi um disco duplo sendo um de estúdio e um ao vivo. "Panis Et Circenses" foi a canção de divulgação da obra que obteve menos repercussão que o projeto anterior, vendendo 750 mil cópias e recebendo a certificação de disco de platina pela ABPD. Em 2000, Marisa lançou o seu quarto álbum de estúdio, Memórias, Crônicas e Declarações de Amor que teve como músicas de promoção "Amor I Love You", "O Que Me Importa" e "Não é Fácil". O disco vendeu mais de um milhão de exemplares, foi certificado como diamante pela ABPD e rendeu o seu primeiro Latin Grammy na categoria "Best Brazilian Contemporary Pop Album". Foi ainda o quinto álbum mais vendido no Brasil em 2000. O disco seguinte, o quinto de estúdio, foi em colaboração com os músicos Arnaldo Antunes e Carlinhos Brown: Tribalistas, lançado em 2002, vendeu mais de um milhão e meio de unidades e recebeu o certificado de diamante pela ABPD. Permaneceu entre os trabalhos mais vendidos no Brasil por dois anos consecutivos, sendo o quinto em 2002 e o décimo segundo em 2003. Em Portugal, o álbum ocupou o topo por quinze semanas, convertendo-se no disco com mais semanas na primeira posição em 2003 e recebeu o disco de platina quádruplo pela AFP. Deste foram retirados os singles "Já Sei Namorar", "Velha Infância" e "É Você".
Em 2006, Marisa lançou simultaneamente dois trabalhos de estúdio, Infinito Particular e Universo ao Meu Redor, este último significativamente influenciado pelo samba. Ambos venderam mais de 300 mil cópias, foram certificados como duas vezes platina pela ABPD e ouro pela AFP e finalizaram o ano de 2006 como o décimo segundo e o décimo terceiro discos mais vendidos no Brasil, respectivamente. A partir destes álbuns foi gerado o álbum de vídeo Infinito ao Meu Redor em 2008. Teve como faixas de promoção "Não é Proibido" e "Mais Uma Vez" e recebeu a certificação de platina dupla pela ABPD, sendo o quarto lançamento mais vendido no Brasil em 2008. O Que Você Quer Saber de Verdade, o seu oitavo disco de estúdio, foi lançado em 2011 e tornou-se o décimo quarto projeto mais comercializado no Brasil naquele ano e o décimo quinto em 2012. Teve como canções de trabalho "Ainda Bem", "O Que Você Quer Saber de Verdade", "Depois" e "Seja Feliz". Marisa Monte vendeu mais de 10 milhões de álbuns, fazendo dela uma recordista de vendas no Brasil. Ganhou quatro prêmios Latin Grammy e é considerada por muitos críticos como uma das melhores cantoras brasileiras de todos os tempos. Os discos MM e Verde, Anil, Amarelo, Cor-de-Rosa e Carvão estão nas 62ª e 87ª posições, respectivamente, na lista dos 100 maiores discos da música brasileira da revista Rolling Stone.

## Álbuns de estúdio
| Detalhes | Melhores posições atingidas | Melhores posições atingidas | Melhores posições atingidas | Melhores posições atingidas | Melhores posições atingidas | Melhores posições atingidas | Vendas                      | Certificações                                    |
| Detalhes | BRA                         | EUA World                   | FRA                         | ITA                         | POR                         | SUI                         | Vendas                      | Certificações                                    |
| --- | --------------------------- | --------------------------- | --------------------------- | --------------------------- | --------------------------- | --------------------------- | --------------------------- | ------------------------------------------------ |
| Mais - Lançamento: 1991 - Gravadora: EMI - Formatos: LP, CD                                                                                         | —                           | 3                           | —                           | —                           | —                           | —                           | - : 710.000                 | - BRA: 2× Platina                                |
| Verde, Anil, Amarelo, Cor-de-Rosa e Carvão - Lançamento: 1994 - Gravadora: EMI - Formatos: LP, CD                                                   | —                           | 10                          | —                           | —                           | —                           | —                           | - : 1.050.000               | - BRA: 3× Platina                                |
| Barulhinho Bom - Uma Viagem Musical - Lançamento: 1996 - Gravadora: EMI - Formatos: CD                                                              | —                           | —                           | —                           | —                           | —                           | —                           | - : 750.000                 | - BRA: Platina                                   |
| Memórias, Crônicas e Declarações de Amor - Lançamento: 9 de maio de 2000 - Gravadora: EMI - Formatos: CD, LP                                        | —                           | —                           | —                           | —                           | —                           | —                           | - : 1.000.000               | - BRA: Diamante                                  |
| Tribalistas (com Arnaldo Antunes e Carlinhos Brown) - Lançamento: 22 de novembro de 2002 - Gravadora: EMI - Formatos: CD, LP                        | 1                           | —                           | 39                          | 2                           | 1                           | 90                          | - : 3.000.000 - : 1.500.000 | - ARG: Platina - BRA: Diamante - POR: 4× Platina |
| Infinito Particular - Lançamento: 10 de março de 2006 - Gravadora: EMI - Formatos: CD, LP                                                           | 4                           | 13                          | —                           | —                           | 7                           | —                           | - : 300.000                 | - BRA: 2× Platina - POR: Ouro                    |
| Universo ao Meu Redor - Lançamento: 10 de março de 2006 - Gravadora: EMI - Formatos: CD, LP                                                         | 7                           | 9                           | 161                         | —                           | 9                           | —                           | - : 300.000                 | - BRA: 2× Platina - POR: Ouro                    |
| O Que Você Quer Saber de Verdade - Lançamento: 31 de outubro de 2011 - Gravadora: EMI - Formatos: CD, download digital, LP                          | 2                           | 13                          | —                           | —                           | 8                           | —                           | - : 260.000                 |                                                  |
| Tribalistas (com Arnaldo Antunes e Carlinhos Brown) - Lançamento: 25 de agosto de 2017 - Gravadora: Phonomotor - Formatos: CD, download digital, LP | —                           | 13                          | —                           | —                           | —                           | —                           | - : 50.000                  |                                                  |
| Portas - Lançamento: 1 de julho de 2021 - Gravadora: Sony Music - Formatos: CD, LP, download digital                                                | —                           | —                           | —                           | —                           | 6                           | —                           |                             |                                                  |
| "—" indica uma obra que não entrou na tabela musical correspondente.                                                                                |                             |                             |                             |                             |                             |                             |                             |                                                  |

## Álbuns ao vivo
| Detalhes | Melhores posições atingidas                  | Melhores posições atingidas                  | Vendas                                       | Certificações                                |
| Detalhes | BRA                                          | POR                                          | Vendas                                       | Certificações                                |
| --- | -------------------------------------------- | -------------------------------------------- | -------------------------------------------- | -------------------------------------------- |
| MM - Lançamento: 1989 - Gravadora: EMI - Formatos: LP, CD | —                                            | —                                            | - : 700.000                                  | - BRA: 2× Platina                            |
| Barulhinho Bom - Uma Viagem Musical - Lançamento: 1996 - Gravadora: EMI - Formatos: CD                                                                                           | Conferir Barulhinho Bom - Uma Viagem Musical | Conferir Barulhinho Bom - Uma Viagem Musical | Conferir Barulhinho Bom - Uma Viagem Musical | Conferir Barulhinho Bom - Uma Viagem Musical |
| Infinito ao Meu Redor - Lançamento: 7 de novembro de 2008 - Gravadora: EMI - Formatos: DVD+CD                                                                                    | Conferir Infinito ao Meu Redor               | Conferir Infinito ao Meu Redor               | Conferir Infinito ao Meu Redor               | Conferir Infinito ao Meu Redor               |
| Verdade, Uma Ilusão - Lançamento: 16 de maio de 2014 - Gravadora: Universal - Formatos: CD, download digital                                                                     | 1                                            | 18                                           | - : 100.000                                  | - BRA: Ouro                                  |
| Tribalistas Ao Vivo (com Arnaldo Antunes e Carlinhos Brown) - Lançamento: 15 de março de 2019 - Gravadora: Phonomotor Records, Universal - Formatos: Streaming, download digital | —                                            | —                                            | —                                            | —                                            |
| Memórias (2001) - Ao Vivo - Lançamento: 11 de junho de 2019 - Gravadora: Phonomotor Records, Sony - Formatos: Streaming, download digital                                        | —                                            | —                                            | —                                            | —                                            |
| Portas (Ao Vivo) - Lançamento: 14 de dezembro de 2023 - Gravadora: Phonomotor Records - Formatos: Streaming, download digital                                                    | —                                            | —                                            | —                                            | —                                            |
| "—" indica uma obra que não entrou na tabela musical correspondente. |                                              |                                              |                                              |                                              |

## Álbuns de compilação
| Detalhes                                                                                          | Melhores posições atingidas | Melhores posições atingidas | Certificações |
| Detalhes                                                                                          | BRA                         | POR                         | Certificações |
| ------------------------------------------------------------------------------------------------- | --------------------------- | --------------------------- | ------------- |
| Coleção - Lançamento: 29 de abril de 2016 - Gravadora: Universal - Formatos: CD, download digital | 1                           | 10                          | - BRA: Ouro   |

## Extended plays(EP)
| Detalhes |
| --- |
| iTunes Live from São Paulo - Lançamento: 16 de dezembro de 2011 - Gravadora: EMI - Formatos: download digital                |
| Princípios (1989-1992) - Ao Vivo - Lançamento: 26 de junho de 2020 - Gravadora: Sony - Formatos: Streaming, download digital |
| Hotel Tapes (1996) - Ao Vivo - Lançamento: 19 de junho de 2020 - Gravadora: Sony - Formatos: Streaming, download digital     |
| Portas Raras (Ao Vivo) - Lançamento: 23 de novembro de 2023 - Gravadora: Sony - Formatos: Streaming, download digital        |

## Singles

### Como artista principal
| Ano                                                                  | Canção                                                    | Melhores posições atingidas | Melhores posições atingidas | Melhores posições atingidas | Melhores posições atingidas | Álbum                                      |
| Ano                                                                  | Canção                                                    | BRA MPB                     | FRA                         | PB                          | SUI                         | Álbum                                      |
| -------------------------------------------------------------------- | --------------------------------------------------------- | --------------------------- | --------------------------- | --------------------------- | --------------------------- | ------------------------------------------ |
| 1989                                                                 | "Bem Que Se Quis"                                         | —                           | —                           | —                           | —                           | MM                                         |
| 1989                                                                 | "Chocolate"                                               | —                           | —                           | —                           | —                           | MM                                         |
| 1989                                                                 | "Comida"                                                  | —                           | —                           | —                           | —                           | MM                                         |
| 1989                                                                 | "Preciso Me Encontrar"                                    | —                           | —                           | —                           | —                           | MM                                         |
| 1989                                                                 | "Speak Low"                                               | —                           | —                           | —                           | —                           | MM                                         |
| 1991                                                                 | "Beija Eu"                                                | 7                           | —                           | —                           | —                           | Mais                                       |
| 1991                                                                 | "Eu Sei (Na Mira)"                                        | 10                          | —                           | —                           | —                           | Mais                                       |
| 1992                                                                 | "Ainda Lembro"                                            | —                           | —                           | —                           | —                           | Mais                                       |
| 1992                                                                 | "Diariamente"                                             | —                           | —                           | —                           | —                           | Mais                                       |
| 1993                                                                 | "Rosa"                                                    | —                           | —                           | —                           | —                           | Mais                                       |
| 1994                                                                 | "Segue o Seco"                                            | —                           | —                           | —                           | —                           | Verde, Anil, Amarelo, Cor-de-Rosa e Carvão |
| 1994                                                                 | "Dança da Solidão"                                        | —                           | —                           | —                           | —                           | Verde, Anil, Amarelo, Cor-de-Rosa e Carvão |
| 1995                                                                 | "Maria de Verdade"                                        | —                           | —                           | —                           | —                           | Verde, Anil, Amarelo, Cor-de-Rosa e Carvão |
| 1996                                                                 | "Panis et Circencis"                                      | —                           | —                           | —                           | —                           | Barulhinho Bom - Uma Viagem Musical        |
| 1997                                                                 | "Magamalabares"                                           | —                           | —                           | —                           | —                           | Barulhinho Bom - Uma Viagem Musical        |
| 1997                                                                 | "Give Me Love (Give Me Peace On Earth)"                   | —                           | —                           | —                           | —                           | Barulhinho Bom - Uma Viagem Musical        |
| 2000                                                                 | "Amor I Love You"                                         | 4                           | —                           | —                           | —                           | Memórias, Crônicas e Declarações de Amor   |
| 2000                                                                 | "O Que Me Importa"                                        | —                           | —                           | —                           | —                           | Memórias, Crônicas e Declarações de Amor   |
| 2000                                                                 | "Não é Fácil"                                             | —                           | —                           | —                           | —                           | Memórias, Crônicas e Declarações de Amor   |
| 2001                                                                 | "A Sua"                                                   | —                           | —                           | —                           | —                           | Adicionado à nenhum álbum                  |
| 2002                                                                 | "Já Sei Namorar" (com Arnaldo Antunes e Carlinhos Brown)  | 1                           | 84                          | 15                          | 75                          | Tribalistas                                |
| 2003                                                                 | "Velha Infância" (com Arnaldo Antunes e Carlinhos Brown)  | 2                           | —                           | —                           | —                           | Tribalistas                                |
| 2004                                                                 | "É Você" (com Arnaldo Antunes e Carlinhos Brown)          | —                           | —                           | —                           | —                           | Tribalistas                                |
| 2006                                                                 | "Infinito Particular"                                     | —                           | —                           | —                           | —                           | Infinito Particular                        |
| 2006                                                                 | "Universo ao Meu Redor"                                   | —                           | —                           | —                           | —                           | Universo ao Meu Redor                      |
| 2006                                                                 | "Vilarejo"                                                | —                           | —                           | —                           | —                           | Infinito Particular                        |
| 2006                                                                 | "Pra Ser Sincero"                                         | —                           | —                           | —                           | —                           | Infinito Particular                        |
| 2006                                                                 | "Até Parece"                                              | —                           | —                           | —                           | —                           | Infinito Particular                        |
| 2006                                                                 | "O Bonde do Dom"                                          | —                           | —                           | —                           | —                           | Universo ao Meu Redor                      |
| 2008                                                                 | "Não é Proibido"                                          | —                           | —                           | —                           | —                           | Infinito ao Meu Redor                      |
| 2009                                                                 | "Mais Uma Vez"                                            | —                           | —                           | —                           | —                           | Infinito ao Meu Redor                      |
| 2011                                                                 | "O Que Você Quer Saber de Verdade"                        | —                           | —                           | —                           | —                           | O Que Você Quer Saber de Verdade           |
| 2011                                                                 | "Ainda Bem"                                               | 2                           | —                           | —                           | —                           | O Que Você Quer Saber de Verdade           |
| 2012                                                                 | "Depois"                                                  | 9                           | —                           | —                           | —                           | O Que Você Quer Saber de Verdade           |
| 2013                                                                 | "Seja Feliz"                                              | —                           | —                           | —                           | —                           | O Que Você Quer Saber de Verdade           |
| 2016                                                                 | "Nu com a minha música"                                   | —                           | —                           | —                           | —                           | Coleção                                    |
| 2017                                                                 | "Aliança" (com Arnaldo Antunes e Carlinhos Brown)         | 4                           | —                           | —                           | —                           | Tribalistas                                |
| 2017                                                                 | "Diáspora" (com Arnaldo Antunes e Carlinhos Brown)        | 6                           | —                           | —                           | —                           | Tribalistas                                |
| 2017                                                                 | "Fora da Memória" (com Arnaldo Antunes e Carlinhos Brown) | —                           | —                           | —                           | —                           | Tribalistas                                |
| 2017                                                                 | "Um Só" (com Arnaldo Antunes e Carlinhos Brown)           | —                           | —                           | —                           | —                           | Tribalistas                                |
| 2019                                                                 | "Carnavália" (com Arnaldo Antunes e Carlinhos Brown)      | —                           | —                           | —                           | —                           | Tribalistas Ao Vivo                        |
| 2021                                                                 | "Calma"                                                   | 1                           | —                           | —                           | —                           | Portas                                     |
| 2021                                                                 | "A Língua dos Animais"                                    | —                           | —                           | —                           | —                           | Portas                                     |
| 2021                                                                 | "Vento Sardo" (com Jorge Drexler)                         | —                           | —                           | —                           | —                           | Portas                                     |
| 2022                                                                 | "Pra Melhorar" (com Seu Jorge & Flor)                     | 1                           | —                           | —                           | —                           | Portas                                     |
| 2022                                                                 | "Feliz, Alegre e Forte"                                   | 3                           | —                           | —                           | —                           | Portas                                     |
| 2023                                                                 | "Doce Vampiro"                                            | —                           | —                           | —                           | —                           | Portas (Ao Vivo)                           |
| "—" indica uma obra que não entrou na tabela musical correspondente. |                                                           |                             |                             |                             |                             |                                            |

### Outras canções nas paradas musicais
| Ano  | Canção                                                                  | Melhores posições atingidas | Álbum                     |
| Ano  | Canção                                                                  | BRA MPB                     | Álbum                     |
| ---- | ----------------------------------------------------------------------- | --------------------------- | ------------------------- |
| 2019 | "Busy Man (Sem Você) (Ao Vivo)" (com Arnaldo Antunes e Carlinhos Brown) | 10                          | Tribalistas Ao Vivo       |
| 2020 | "Amor I Love You (Ao Vivo)" (com Arnaldo Antunes)                       | 10                          | Memórias (2001) - Ao Vivo |
| 2020 | "Acontecimento (Ao Vivo)"                                               | 1                           | Memórias (2001) - Ao Vivo |

## Participações
| Canção                                        | Ano  | Outro(s) Artista(s)                         | Álbum                                       | Ref.          |
| --------------------------------------------- | ---- | ------------------------------------------- | ------------------------------------------- | ------------- |
| "Cedo ou Tarde"                               | 1991 | Cassiano                                    | Cedo ou Tarde                               | [ 63 ]        |
| "Alta Noite"                                  | 1993 | Arnaldo Antunes                             | Nome                                        | [ 64 ]        |
| "Carnaval"                                    | 1993 | Arnaldo Antunes                             | Nome                                        | [ 64 ]        |
| "Cultura"                                     | 1993 | Arnaldo Antunes                             | Nome                                        | [ 64 ]        |
| "Direitinho"                                  | 1993 | Arnaldo Antunes                             | Nome                                        | [ 64 ]        |
| "Waters of March"                             | 1996 | David Byrne                                 | Red Hot + Rio                               | [ 65 ]        |
| "Seu Zé"                                      | 1996 | Carlinhos Brown                             | Alfagamabetizado                            | [ 66 ]        |
| "Flores"                                      | 1997 | Titãs                                       | Acústico MTV                                | [ 67 ]        |
| "Toneladas de Desejo"                         | 1998 | Timbalada                                   | Vamos dar a Volta no Getho                  | [ 68 ]        |
| "O Amor Não Sabe Esperar"                     | 1998 | Os Paralamas do Sucesso                     | Hey Na Na                                   | [ 69 ]        |
| "Mulemba Xangola"                             | 1998 | Bonga & Carlinhos Brown                     | Red Hot + Lisbon: Onda Sonora               | [ 70 ]        |
| "Paradeiro"                                   | 2001 | Arnaldo Antunes                             | Paradeiro                                   | [ 71 ]        |
| "Onde Andarás"                                | 2001 | Conjunto Época de Ouro                      | Café Brasil                                 | [ 72 ]        |
| "Mais um na Multidão"                         | 2001 | Erasmo Carlos                               | Pra Falar de Amor                           | [ 73 ]        |
| "Nunca Mais"                                  | 2002 | João Donato                                 | Managarroba                                 | [ 74 ]        |
| "Carinhoso"                                   | 2003 | Paulinho da Viola                           | Meu Tempo é Hoje                            |               |
| "Grão de Amor"                                | 2004 | Arnaldo Antunes                             | Saiba                                       | [ 75 ] [ 76 ] |
| "Músico"                                      | 2004 | Carlinhos Brown, Bebo Valdés & Cézar Mendes | El Milagro de Candeal                       |               |
| "Desterro"                                    | 2005 | F.U.R.T.O                                   | Sangueaudiência                             | [ 77 ]        |
| "Dizem Que o Amor"                            | 2005 | Argemiro Patrocínio                         | Argemiro Patrocínio                         |               |
| "Da Aurora Até o Luar"                        | 2005 | Dadi                                        | Dadi                                        |               |
| "Tema de Não Quero Ver Você Triste"           | 2007 | Erasmo Carlos                               | Erasmo Convida, Volume II                   | [ 78 ]        |
| "Life Gods"                                   | 2007 | Gilberto Gil                                | Duetos                                      |               |
| "Ilusión"                                     | 2008 | Julieta Venegas                             | MTV Unplugged                               | [ 79 ]        |
| "Beijo Sem"                                   | 2010 | Teresa Cristina & Pedro Baby                | Melhor Assim                                | [ 80 ]        |
| "Celeste"                                     | 2010 | Renato Russo                                | Duetos                                      | [ 81 ]        |
| "Preciso Me Encontrar"                        | 2013 | Zeca Pagodinho & Yamandu Costa              | Multishow Ao Vivo: 30 Anos - Vida Que Segue | [ 82 ]        |
| "As Abelhas"                                  | 2013 | —                                           | A Arca de Noé                               |               |
| "Estação Primaveril"                          | 2014 | Monarco                                     | Passado de Glória — Monarco 80 Anos         |               |
| "Nós e o Tempo"                               | 2014 | João Donato                                 | Nelson 70                                   |               |
| "Chuva no Mar"                                | 2014 | Carminho                                    | Canto                                       |               |
| "Amor I Love You"                             | 2014 | Roberto Carlos                              | Duetos 2                                    |               |
| "A Melhor Hora da Praia"                      | 2014 | Nação Zumbi                                 | Nação Zumbi                                 |               |
| "Peraí, Repara"                               | 2015 | Arnaldo Antunes                             | Já É                                        |               |
| "Pra Quem Não Vem"                            | 2015 | Nando Reis                                  | Sei                                         |               |
| "Estrada do Sol"                              | 2016 | Carminho                                    | Carminho Canta Tom Jobim                    | [ 83 ]        |
| "Noturna (Nada de Novo na Noite)"             | 2017 | Silva                                       | Silva Canta Marisa                          |               |
| "Pele de Perto"                               | 2017 | Arto Lindsay                                | Cuidado Madame                              |               |
| "Flor do Ipê"                                 | 2018 | Cézar Mendes                                | Depois Enfim                                | [ 84 ]        |
| "Ara Wa Romi Wa / Oxun La Omiro / Orixá Oxum" | 2019 | Grupo Ofá & Gilberto Gil                    | Obatalá - Uma Homenagem a Mãe Carmen        |               |
| "A Fila (Demo)"                               | 2023 | Nando Reis                                  | 2 de Janeiro (Edição Comemorativa 2023)     |               |

## Trilhas sonoras

### Filmes e documentários
| Ano  | Canção                       | Obra                                       |
| ---- | ---------------------------- | ------------------------------------------ |
| 1985 | "Sábado à Noite"             | Tropclip                                   |
| 1995 | "De Mais Ninguém"            | Blue in the Face                           |
| 1997 | "Life Gods - Momilê"         | Navalha na Carne                           |
| 1997 | "Bem Leve"                   | Lápide                                     |
| 2001 | "Carnaval"                   | Bicho de Sete Cabeças                      |
| 2003 | "Esqueça"                    | Casseta & Planeta: A Taça do Mundo É Nossa |
| 2003 | "Carinhoso"                  | Paulinho da Viola - Meu Tempo é Hoje       |
| 2003 | "Músico"                     | El Milagro de Candeal                      |
| 2008 | "Uma Palavra"                | Era uma Vez...                             |
| 2008 | "Uma Palavra (Instrumental)" | Era uma Vez...                             |
| 2008 | "Minha Rainha"               | Era uma Vez...                             |

### Telenovelas, minisséries e seriados
| Ano  | Canção | Obra                                      |
| ---- | --- | ----------------------------------------- |
| 1989 | "Bem Que Se Quis" | O Salvador da Pátria                      |
| 1991 | "Eu Sei (Na Mira)" | O Dono do Mundo                           |
| 1992 | "Ainda Lembro" (com Ed Motta) | Deus Nos Acuda                            |
| 1993 | "Rosa" | Fera Ferida                               |
| 1994 | "Dança da Solidão" (com Paulinho da Viola) | Quatro por Quatro                         |
| 1995 | "De Mais Ninguém" | Explode Coração                           |
| 1996 | "Borboleta" | O Meu Pé de Laranja Lima (1980) (reprise) |
| 1996 | "Na Estrada" | Vira Lata                                 |
| 1996 | "Seo Zé" (com Carlinhos Brown) | Salsa & Merengue                          |
| 1998 | "Rosa" | Dona Flor & Seus Dois Maridos             |
| 1998 | "O Amor Não Sabe Esperar" (com Os Paralamas do Sucesso) | Meu Bem Querer                            |
| 2000 | "Amor I Love You" | Laços de Família                          |
| 2001 | "Mais Um Na Multidão" (com Erasmo Carlos) | Pícara Sonhadora                          |
| 2002 | "A Sua" | Desejos de Mulher                         |
| 2003 | "Velha Infância" (com Arnaldo Antunes e Carlinhos Brown) | Mulheres Apaixonadas                      |
| 2004 | "É Você" (com Arnaldo Antunes e Carlinhos Brown) | Da Cor do Pecado                          |
| 2004 | "Grão de Amor" (com Arnaldo Antunes) | Como uma Onda                             |
| 2006 | "Pra Ser Sincero" | Cobras & Lagartos                         |
| 2006 | "Para Mais Ninguém" | Páginas da Vida                           |
| 2006 | "Infinito Particular" | Pé na Jaca                                |
| 2007 | "Tema de Não Quero Ver Você Triste" (com Erasmo Carlos) | Sete Pecados                              |
| 2007 | "Rosa" | Desejo Proibido                           |
| 2008 | "Não é Proibido" | Três Irmãs                                |
| 2009 | "Mais Uma Vez" | Caras & Bocas                             |
| 2009 | "Pedindo pra Voltar" | Cama de Gato                              |
| 2011 | "Beijo Sem" (com Teresa Cristina e Pedro Baby) | Insensato Coração                         |
| 2012 | "Ainda Bem" | Amor Eterno Amor                          |
| 2012 | "Depois" | Avenida Brasil                            |
| 2012 | "Não é Proibido" | Carrossel                                 |
| 2012 | "Aquela Velha Canção" | Guerra dos Sexos                          |
| 2012 | "Mais Um Na Multidão" (com Erasmo Carlos) | Salve Jorge                               |
| 2013 | "Velha Infância" (com Arnaldo Antunes e Carlinhos Brown) | Chiquititas                               |
| 2013 | "Ilusão" | Além do Horizonte                         |
| 2014 | "Bem Que Se Quis" | O Rebu                                    |
| 2014 | "Verdade, Uma Ilusão" | Alto Astral                               |
| 2015 | "O Amor é Feio" (com Arnaldo Antunes e Carlinhos Brown) | Felizes Para Sempre?                      |
| 2015 | "A Sua" | Sete Vidas                                |
| 2015 | "O Que Se Quer" (com Rodrigo Amarante) | A Regra do Jogo                           |
| 2016 | "Da Aurora Até o Luar" (com Dadi Carvalho) | Velho Chico                               |
| 2016 | "Não é Proibido" | Malhação: Seu Lugar no Mundo              |
| 2016 | "Ilusão" | Sol Nascente                              |
| 2016 | "Chuva no Mar" (com Carminho) | A Lei do Amor                             |
| 2016 | "Noturna (Nada de Novo na Noite)" (com Silva) | Rock Story                                |
| 2017 | "Flor do Ipê" (com Cézar Mendes) | A Força do Querer                         |
| 2017 | "Velha Infância" (com Arnaldo Antunes e Carlinhos Brown) | Ouro Verde                                |
| 2017 | "Aliança" (com Arnaldo Antunes e Carlinhos Brown) | O Outro Lado do Paraíso                   |
| 2018 | "Beija Eu" (interpretada por Silva) "Um Só" (com Arnaldo Antunes e Carlinhos Brown) | Malhação: Vidas Brasileiras               |
| 2018 | "Rosa" | Espelho da Vida                           |
| 2018 | "Depois" | Valor da Vida                             |
| 2019 | "Bem Que Se Quis" | Verão 90                                  |
| 2019 | "Diáspora" (com Arnaldo Antunes e Carlinhos Brown) | Órfãos da Terra                           |
| 2019 | "Dizem Que o Amor" (com Argemiro Patrocínio) | Topíssima                                 |
| 2019 | "Estrada do Sol" (com Carminho) | Éramos Seis                               |
| 2019 | "Segue o Seco" "Vilarejo" (interpretada por Arnaldo Antunes) | Amor de Mãe                               |
| 2020 | "Carinhoso" "Ainda Bem" "Balança Pema" "Passe em Casa" (com Arnaldo Antunes e Carlinhos Brown) "O Que Se Quer" (com Rodrigo Amarante) "Amor I Love You" "Já Sei Namorar" (com Arnaldo Antunes e Carlinhos Brown) "Eu Sei (Na Mira)" "Rosa" "Não Vá Embora" "Beija Eu" "Depois" "Pelo Tempo que Durar" "Vai Saber" | Todas as Mulheres do Mundo                |
| 2021 | "Dança da Solidão" (com Paulinho da Viola) | Um Lugar ao Sol                           |
| 2022 | "Rosa" | Além da Ilusão                            |
| 2022 | "Totalmente Seu" | Cara & Coragem                            |
| 2023 | "Feliz, Alegre e Forte" | Fuzuê                                     |
| 2023 | "Beija Eu" | Elas por Elas                             |
| 2024 | "Sal" | Família É Tudo                            |
| 2025 | "Waters of March (Águas de Março)" (com David Byrne) | Dona de Mim                               |

## Produções
| Ano  | Artista                 | Álbum               |
| ---- | ----------------------- | ------------------- |
| 1998 | Carlinhos Brown         | Omelete Man         |
| 1999 | Cesária Évora           | Café Atlantico      |
| 2000 | Velha Guarda da Portela | Tudo Azul           |
| 2002 | Argemiro Patrocínio     | Argemiro Patrocínio |

## Videografia

### Álbuns de vídeo
| Detalhes | Melhores posições atingidas | Melhores posições atingidas | Certificações                 |
| Detalhes | BRA                         | POR                         | Certificações                 |
| --- | --------------------------- | --------------------------- | ----------------------------- |
| Marisa Monte Ao Vivo - Lançamento: 1989 - Gravadora: EMI - Formatos: VHS, DVD                                                                    | —                           | 15                          | - BRA: Ouro                   |
| Mais - Lançamento: 1991 - Gravadora: EMI - Formatos: VHS, DVD                                                                                    | —                           | —                           | - BRA: Ouro                   |
| Barulhinho Bom - Uma Viagem Musical - Lançamento: 1997 - Gravadora: EMI - Formatos: VHS, DVD                                                     | —                           | —                           | - BRA: Ouro                   |
| Memórias, Crônicas e Declarações de Amor - Lançamento: 2001 - Gravadora: EMI - Formatos: VHS, DVD                                                | —                           | —                           | - BRA: Diamante               |
| Tribalistas (com Arnaldo Antunes e Carlinhos Brown) - Lançamento: 22 de novembro de 2002 - Gravadora: EMI - Formatos: VHS, DVD                   | 1                           | 29                          | - ARG: Platina - BRA: Platina |
| Infinito ao Meu Redor - Lançamento: 7 de novembro de 2008 - Gravadora: EMI - Formatos: DVD+CD                                                    | —                           | —                           | - BRA: 2× Platina             |
| Verdade, Uma Ilusão - Lançamento: 16 de maio de 2014 - Gravadora: Universal - Formatos: DVD, Blu-ray, download digital                           | 2                           | —                           | - BRA: Platina                |
| Tribalistas (com Arnaldo Antunes e Carlinhos Brown) - Lançamento: 25 de agosto de 2017 - Gravadora: Phonomotor - Formatos: DVD, download digital | —                           | —                           |                               |
| "—" indica uma obra que não entrou na tabela musical correspondente.                                                                             |                             |                             |                               |

### Videoclipes
| Canção                             | Ano  | Diretor(es)                                         | Álbum                                      |
| ---------------------------------- | ---- | --------------------------------------------------- | ------------------------------------------ |
| "Bem Que Se Quis"                  | 1989 | Nelson Motta                                        | MM                                         |
| "Beija Eu"                         | 1991 | John Klein                                          | Mais                                       |
| "Tudo Pela Metade"                 | 1991 |                                                     | Mais                                       |
| "Diariamente"                      | 1992 | Gui Ramalho                                         | Mais                                       |
| "Segue o Seco"                     | 1994 | Cláudio Torres José Henrique Fonseca                | Verde, Anil, Amarelo, Cor-de-Rosa e Carvão |
| "Amor I Love You"                  | 2000 | Lula Buarque de Holanda Breno Silveira              | Memórias, Crônicas e Declarações de Amor   |
| "O Que Me Importa"                 | 2000 |                                                     | Memórias, Crônicas e Declarações de Amor   |
| "Gentileza"                        | 2000 |                                                     | Memórias, Crônicas e Declarações de Amor   |
| "Até Parece"                       | 2006 | Cláudio Torres                                      | Infinito Particular                        |
| "Vilarejo"                         | 2006 | Andrucha Waddington Ricardo Della Rosa Paulo Barros | Infinito Particular                        |
| "O Bonde do Dom"                   | 2006 |                                                     | Universo ao Meu Redor                      |
| "O Que Você Quer Saber de Verdade" | 2011 | Dora Jobim                                          | O Que Você Quer Saber de Verdade           |
| "Ainda Bem"                        | 2011 | Dora Jobim                                          | O Que Você Quer Saber de Verdade           |
| "Depois"                           | 2012 | Dora Jobim                                          | O Que Você Quer Saber de Verdade           |
| "Portas"                           | 2021 | Giovanni Bianco                                     | Portas                                     |
| "A Língua dos Animais"             | 2021 | Eduardo Souza Batman Zavareze                       | Portas                                     |
| "Pra Melhorar"                     | 2022 | Mariana Jorge                                       | Portas                                     |